# Éditions Pauvert
Les éditions Pauvert sont une maison d'édition fondée en 1947 par Jean-Jacques Pauvert. Elles sont également connues sous les noms Société nouvelle des éditions Pauvert et Compagnie Jean-Jacques Pauvert.
C'est une marque déposée le 26 janvier 2004 par la société Librairie Artheme Fayard.

## Historique
Entre 1947 et 1972, Jean-Jacques Pauvert entreprend la première publication des Œuvres complètes du Marquis de Sade, édition pour laquelle il est poursuivi pour outrage aux bonnes mœurs et défendu par Maurice Garçon. La maison fait également l'objet d'une vingtaine de procès,.
Dans les années 1960 et 1970, Jean-François Revel dirige, au sein de la maison, les collections « Libertés  » (fondée par François Maspéro en novembre 1960) et « Libertés nouvelles ».
De 1973 à 1979, la maison devient une filiale du groupe Hachette, sous le nom de Société nouvelle des éditions Pauvert,.
En 1979, les éditions Pauvert deviennent la Compagnie Jean-Jacques Pauvert, dont le principe est la coédition avec d'autres éditeurs : Julliard, Laffont, Ramsay, Grasset,  pour les principaux.
En 1999, les éditions Pauvert deviennent une filiale de la Librairie Artheme Fayard, sans Jean-Jacques Pauvert qui a gardé son nom complet pour les auteurs qu'il publiera en coédition avec tel ou tel autre éditeur de son choix.

## Auteurs du catalogue
Liste non exhaustive d'auteurs publiés par les éditions Pauvert :
- Yann Andréa
- Guillaume Apollinaire
- Stéphane Arguillère
- Reza Baraheni
- Georges Bataille
- Jean Baudrillard
- Anouar Benmalek
- Raymond Bozier
- Jacques Brenner
- André Breton
- Emily Brontë
- François Buot
- Eugène Canseliet
- Patrick Carré
- Laure Charpentier
- Malek Chebel
- Madeleine Chapsal
- René Crevel
- Régine Deforges
- Joseph-Marie Lo Duca
- Pierre Dumayet
- Cynthia Fleury
- Annick Geille
- Jean-Louis Gouraud
- André Hardellet
- Jean-Luc Hennig
- Julia Kristeva
- Laure
- Pascal Lainé
- Marie-Magdeleine Lessana
- Michael Lonsdale
- Brigitte Lozerec'h
- Joyce Carol Oates
- Loana Petrucciani
- Richard Morgiève
- Lorette Nobécourt
- Pauline Réage
- Lucien Rebatet
- Fred Romano
- Raymond Roussel
- Marquis de Sade
- Françoise Sagan
- Albertine Sarrazin
- Peter Sloterdijk
- Vincent de Swarte
- Tristan Tzara
- Boris Vian
- Patrick Waldberg
- Stéphane Zagdanski